# Línea C-3 (Cercanías Bilbao)
La línea C-3 (nomenclatura CTB: C3) es una de las cuatro líneas de Renfe Cercanías Bilbao.

## Características
La línea, operada por Renfe, aprovecha la vía del ferrocarril Bilbao-Tudela.
A lo largo de sus 40 kilómetros desde la estación de Abando hasta la estación de Orduña, atraviesa Bilbao, Arrigorriaga, Basauri, Ugao-Miraballes, Arrancudiaga, Aracaldo y Orduña (en Vizcaya) y Llodio, Ayala, Luyando y Amurrio (en Álava). Cuenta con un total de 22 estaciones.
En el año 2006, la línea fue utilizada por 7.520.174 personas.

## Nuevas estaciones
El 18 de diciembre de 2005 se inauguró una estación nueva en el barrio de La Peña de Bilbao. Ese mismo año comenzaron las obras de una nueva estación subterránea en el barrio de Miribilla. La estación fue inaugurada el 18 de diciembre de 2008.
El 19 de noviembre de 2009 se inauguró la estación de Amurrio-Iparralde en Amurrio, en el barrio Alkinar. Como su nombre indica, está pensada para dar servicios a los barrios del norte del municipio, alejados de la estación principal de la localidad.